# Llista de monuments de Martorell
Llista de monuments de Martorell inclosos en l'Inventari del Patrimoni Arquitectònic Català per al municipi de Martorell (Baix Llobregat). Inclou els inscrits en el Registre de Béns Culturals d'Interès Nacional (BCIN) amb la classificació de monuments històrics i els Béns Culturals d'Interès Local (BCIL) de caràcter arquitectònic.
| Monument                                                                    | Protecció    | Estil/època                                         | Localització                                               | Coordenades                                          | Codi?         | Imatge |
| --------------------------------------------------------------------------- | ------------ | --------------------------------------------------- | ---------------------------------------------------------- | ---------------------------------------------------- | ------------- | --- |
| Pont romà, Pont del Diable                                                  | BCIN 157-MH  | Gòtic Romà, XIII, XX                                | Martorell i Castellbisbal                                  | 41° 28′ 30″ N, 1° 56′ 16″ E / 41.474989°N,1.937802°E | IPA-168       | Pont romà (Martorell i Castellbisbal) · Vegeu més fotos d'aquest monument · Carregueu una nova foto d'aquest monument                             |
| Castell de Rocafort, i església de Sant Genís                               | BCIN 1023-MH | Obra popular, romànic XI-XII                        | Martorell                                                  | 41° 27′ 56″ N, 1° 55′ 23″ E / 41.465427°N,1.923173°E | RI-51-0005524 | Castell de Rocafort (Martorell) · Vegeu més fotos d'aquest monument · Carregueu una nova foto d'aquest monument                                   |
| Castell de Rosanes del Peiret                                               | BCIN 1024-MH | XI-XII                                              | Martorell                                                  | 41° 27′ 57″ N, 1° 56′ 08″ E / 41.465873°N,1.935482°E | RI-51-0005525 | Castell de Rosanes del Peiret (Martorell) · Vegeu més fotos d'aquest monument · Carregueu una nova foto d'aquest monument                         |
| El Seny de les Hores                                                        | BCIN 1025-MH | Obra popular Medieval, XVII                         | Martorell Pl. de la Vila, 45                               | 41° 28′ 29″ N, 1° 55′ 53″ E / 41.474681°N,1.931378°E | RI-51-0005526 | Seny de les Hores (Martorell) · Vegeu més fotos d'aquest monument · Carregueu una nova foto d'aquest monument                                     |
| Serrat de les Torres, Torre Grimenella                                      | BCIN 1026-MH |                                                     | Martorell                                                  | 41° 28′ 13″ N, 1° 56′ 03″ E / 41.470299°N,1.934227°E | RI-51-0005527 | Serrat de les Torres (Martorell) · Vegeu més fotos d'aquest monument · Carregueu una nova foto d'aquest monument                                  |
| Torre de guaita, la Torrota, Torre del Clos                                 | BCIN 1027-MH | XIX                                                 | Martorell                                                  | 41° 28′ 17″ N, 1° 55′ 58″ E / 41.471396°N,1.932663°E | RI-51-0005528 | Torre del Clos (Martorell) · Vegeu més fotos d'aquest monument · Carregueu una nova foto d'aquest monument                                        |
| El Convent, Museu Municipal Vicenç Ros                                      | BCIN 4168-MH | Obra popular XVII, XVIII                            | Martorell Av. Vicenç Ros, 2                                | 41° 28′ 23″ N, 1° 55′ 54″ E / 41.473119°N,1.931608°E | RI-51-0001326 | El Convent (Martorell) · Vegeu més fotos d'aquest monument · Carregueu una nova foto d'aquest monument                                            |
| Església parroquial de Santa Maria                                          | BCIL 1992    | Monumentalisme academicista XX Mitjan               | Martorell Pl. de l'Església                                | 41° 28′ 29″ N, 1° 55′ 41″ E / 41.474585°N,1.927973°E | IPA-18545     | Església parroquial de Santa Maria (Martorell) · Vegeu més fotos d'aquest monument · Carregueu una nova foto d'aquest monument                    |
| Carrer del Mur                                                              |              | Obra popular XIX                                    | Martorell C. del Mur                                       | 41° 28′ 26″ N, 1° 55′ 54″ E / 41.473914°N,1.931803°E | IPA-18547     | Carrer del Mur (Martorell) · Vegeu més fotos d'aquest monument · Carregueu una nova foto d'aquest monument                                        |
| Edifici industrial SED, Cal Baviera                                         | BCIL 1992    | Modernisme, noucentisme XX Inici                    | Martorell C. d'en Gomis, 29                                | 41° 28′ 42″ N, 1° 55′ 40″ E / 41.478257°N,1.927725°E | IPA-18550     | Cal Baviera (Martorell) · Vegeu més fotos d'aquest monument · Carregueu una nova foto d'aquest monument                                           |
| L'Enrajolada, Casa Museu Santacana                                          | BCIL 1992    | Historicisme                                        | Martorell C. Francesc Santacana, 15                        | 41° 28′ 28″ N, 1° 55′ 44″ E / 41.474347°N,1.928833°E | IPA-18551     | L'Enrajolada (Martorell) · Vegeu més fotos d'aquest monument · Carregueu una nova foto d'aquest monument                                          |
| El Progrés, Círcol Democràtic Recreatiu, el Círcol                          | BCIL 1992    | Eclecticisme XIX Final                              | Martorell Pl. de la Vila, 19                               | 41° 28′ 28″ N, 1° 55′ 49″ E / 41.474442°N,1.930289°E | IPA-18552     | El Progrés (Martorell) · Vegeu més fotos d'aquest monument · Carregueu una nova foto d'aquest monument                                            |
| Casa Mestres, Cal Puig, Casa cultural, Esplai d'avis                        | BCIL 2005    | Noucentisme XX Inici                                | Martorell C. Mur, 2                                        | 41° 28′ 25″ N, 1° 55′ 40″ E / 41.473567°N,1.927708°E | IPA-18553     | Casa Mestres (Martorell) · Vegeu més fotos d'aquest monument · Carregueu una nova foto d'aquest monument                                          |
| Casa de la Vila                                                             | BCIL 2005    | Noucentisme XX                                      | Martorell Pl. de la Vila, 46                               | 41° 28′ 28″ N, 1° 55′ 51″ E / 41.474382°N,1.930804°E | IPA-18554     | Casa de la Vila (Martorell) · Vegeu més fotos d'aquest monument · Carregueu una nova foto d'aquest monument                                       |
| Molí d'en Gomis                                                             | BCIL 2005    | Obra popular XVII                                   | Martorell C. Gomis, Can Carreres                           | 41° 28′ 40″ N, 1° 55′ 38″ E / 41.477711°N,1.927274°E | IPA-18556     | Molí d'en Gomis (Martorell) · Vegeu més fotos d'aquest monument · Carregueu una nova foto d'aquest monument                                       |
| Torre Elisa, Torre Ros                                                      | BCIL 1992    | Modernisme XIX Final, XX Inici                      | Martorell C. Vistalegre, 37                                | 41° 28′ 19″ N, 1° 55′ 42″ E / 41.47205°N,1.928313°E  | IPA-18557     | Torre Elisa (Martorell) · Vegeu més fotos d'aquest monument · Carregueu una nova foto d'aquest monument                                           |
| Can Nicolau Ric                                                             | BCIL 2005    | Eclecticisme XIX Mitjan                             | Martorell Pl. de la Vila, 7                                | 41° 28′ 28″ N, 1° 55′ 50″ E / 41.474545°N,1.930686°E | IPA-18559     | Can Nicolau Ric (Martorell) · Vegeu més fotos d'aquest monument · Carregueu una nova foto d'aquest monument                                       |
| Capella de Sant Joan                                                        | BCIL 1992    | Gòtic XIII                                          | Martorell C. Pere Puig, 61                                 | 41° 28′ 29″ N, 1° 56′ 07″ E / 41.474782°N,1.935183°E | IPA-18560     | Capella de Sant Joan (Martorell) · Vegeu més fotos d'aquest monument · Carregueu una nova foto d'aquest monument                                  |
| Església paleocristiana de Santa Margarida                                  |              | Paleocristià/Tardo-romà VI                          | Martorell Vora del cementiri                               | 41° 28′ 03″ N, 1° 55′ 01″ E / 41.467633°N,1.917033°E | IPA-18561     | Església paleocristiana de Santa Margarida (Martorell) · Vegeu més fotos d'aquest monument · Carregueu una nova foto d'aquest monument            |
| Edificis industrials de la Colònia de Can Bros, Fàbrica Fontdevila i Torres | BCIL 1992    | Obra popular XIX                                    | Martorell C. Fontdevila Prat, Colònia de Can Bros          | 41° 29′ 51″ N, 1° 55′ 16″ E / 41.497571°N,1.921183°E | IPA-18562     | Edificis industrials de la Colònia de Can Bros (Martorell) · Vegeu més fotos d'aquest monument · Carregueu una nova foto d'aquest monument        |
| Església de Can Bros                                                        | BCIL 1992    | Historicisme XIX                                    | Martorell C. Fontdevila i Torras, Can Bros                 | 41° 29′ 48″ N, 1° 55′ 17″ E / 41.496640°N,1.921465°E | IPA-18563     | Església de Can Bros (Martorell) · Vegeu més fotos d'aquest monument · Carregueu una nova foto d'aquest monument                                  |
| Habitatges de la Colònia Can Bros                                           |              | Obra popular XIX Mitjan                             | Martorell C. Fontdevila, Can Bros                          | 41° 29′ 50″ N, 1° 55′ 17″ E / 41.497097°N,1.921523°E | IPA-18565     | Carregueu una nova foto d'aquest monument |
| Casa Elies                                                                  | BCIL 1992    | Eclecticisme XIX                                    | Martorell C. d'Elies, 6                                    | 41° 29′ 53″ N, 1° 55′ 17″ E / 41.498035°N,1.921376°E | IPA-18566     | Carregueu una nova foto d'aquest monument |
| Santa Margarida del Priorat de Sant Genís de Rocafort                       |              | Romànic XII                                         | Martorell Vora el cementiri                                | 41° 28′ 03″ N, 1° 55′ 01″ E / 41.467575°N,1.917079°E | IPA-18567     | Santa Margarida del Priorat de Sant Genís de Rocafort (Martorell) · Vegeu més fotos d'aquest monument · Carregueu una nova foto d'aquest monument |
| Ateneu de Martorell                                                         | BCIL 2005    | Noucentisme XX                                      | Martorell C. d'en Gomis, 10                                | 41° 28′ 40″ N, 1° 55′ 36″ E / 41.477797°N,1.926623°E | IPA-18568     | Ateneu de Martorell · Vegeu més fotos d'aquest monument · Carregueu una nova foto d'aquest monument                                               |
| Finestra de la Casa Gralla                                                  |              | Gòtic, historicisme XV                              | Martorell C. Revall                                        | 41° 23′ 03″ N, 2° 10′ 26″ E / 41.38424°N,2.17383°E   | IPA-18569     | Carregueu una nova foto d'aquest monument |
| Casa Gausa                                                                  |              | Gòtic XIV                                           | Martorell C. Clavé, 8-10                                   | 41° 28′ 28″ N, 1° 55′ 54″ E / 41.474565°N,1.931794°E | IPA-18570     | Casa Gausa (Martorell) · Vegeu més fotos d'aquest monument · Carregueu una nova foto d'aquest monument                                            |
| Habitatge al carrer Pere Puig, 37                                           |              | Obra popular XVII, XVIII                            | Martorell C. Pere Puig, 37                                 | 41° 28′ 29″ N, 1° 56′ 05″ E / 41.474832°N,1.934606°E | IPA-18572     | Habitatge al carrer Pere Puig, 37 (Martorell) · Vegeu més fotos d'aquest monument · Carregueu una nova foto d'aquest monument                     |
| Habitatge al carrer Francesc Santacana, 23                                  |              | Modernisme XX Inici                                 | Martorell C. Francesc Santacana, 23                        | 41° 28′ 28″ N, 1° 55′ 44″ E / 41.474322°N,1.928776°E | IPA-18574     | Habitatge al carrer Francesc Santacana, 23 (Martorell) · Vegeu més fotos d'aquest monument · Carregueu una nova foto d'aquest monument            |
| Habitatge a la plaça de la Vila, 37                                         |              | Eclecticisme XIX                                    | Martorell Pl. de la Vila, 37                               | 41° 28′ 29″ N, 1° 55′ 52″ E / 41.474600°N,1.931045°E | IPA-18575     | Habitatge a la plaça de la Vila, 37 (Martorell) · Vegeu més fotos d'aquest monument · Carregueu una nova foto d'aquest monument                   |
| Caserna de Cavalleria, el Quarter                                           | BCIL 2005    | Obra popular XVIII                                  | Martorell Pg. del Quarter                                  | 41° 28′ 30″ N, 1° 56′ 11″ E / 41.475002°N,1.936500°E | IPA-18576     | Caserna de Cavalleria (Martorell) · Vegeu més fotos d'aquest monument · Carregueu una nova foto d'aquest monument                                 |
| Habitatge al carrer Vistalegre, 32A                                         |              | Eclecticisme XIX                                    | Martorell C. Vistalegre, 32A                               | 41° 28′ 20″ N, 1° 55′ 40″ E / 41.472252°N,1.927866°E | IPA-18577     | Habitatge al carrer Vistalegre, 32A (Martorell) · Vegeu més fotos d'aquest monument · Carregueu una nova foto d'aquest monument                   |
| Torre de l'Àngel                                                            | BCIL 1992    | Eclecticisme XIX                                    | Martorell C. Vistalegre, 32                                | 41° 28′ 20″ N, 1° 55′ 41″ E / 41.472303°N,1.927955°E | IPA-18578     | Torre de l'Àngel (Martorell) · Vegeu més fotos d'aquest monument · Carregueu una nova foto d'aquest monument                                      |
| Hostal de Sant Antoni, Cal Noi Xic                                          |              | Obra popular XVIII                                  | Martorell C. Montserrat                                    |                                                      | IPA-18579     | Carregueu una nova foto d'aquest monument |
| Casa al carrer Pere Puig, 78                                                |              | Noucentisme XX                                      | Martorell C. Pere Puig, 78                                 | 41° 28′ 28″ N, 1° 56′ 09″ E / 41.474493°N,1.935961°E | IPA-18580     | Casa al carrer Pere Puig, 78 (Martorell) · Vegeu més fotos d'aquest monument · Carregueu una nova foto d'aquest monument                          |
| Casa Betlla                                                                 |              | Modernisme XX Mitjan                                | Martorell C. Pere Puig, 16                                 | 41° 28′ 29″ N, 1° 56′ 02″ E / 41.474694°N,1.933919°E | IPA-18581     | Casa Betlla (Martorell) · Vegeu més fotos d'aquest monument · Carregueu una nova foto d'aquest monument                                           |
| Casa Llopart casa a la plaça de la Vila                                     |              | Noucentisme, gòtic tardà XX                         | Martorell Pl. de la Vila, 2 - c. Sant Antoni               | 41° 28′ 27″ N, 1° 55′ 46″ E / 41.474278°N,1.929436°E | IPA-18582     | Casa a la plaça de la Vila (Martorell) · Vegeu més fotos d'aquest monument · Carregueu una nova foto d'aquest monument                            |
| Habitatge de la plaça de la Vila, 35                                        |              | Neoclassicisme-romàntic XIX                         | Martorell Pl. de la Vila, 35                               | 41° 28′ 28″ N, 1° 55′ 51″ E / 41.474565°N,1.930941°E | IPA-18583     | Habitatge de la plaça de la Vila, 35 (Martorell) · Vegeu més fotos d'aquest monument · Carregueu una nova foto d'aquest monument                  |
| Can Pasteller                                                               |              | Obra popular XVII                                   | Martorell Sant Genís                                       | 41° 27′ 58″ N, 1° 55′ 10″ E / 41.465997°N,1.919380°E | IPA-18584     | Can Pasteller (Martorell) · Vegeu més fotos d'aquest monument · Carregueu una nova foto d'aquest monument                                         |
| Ermitoris i restes d'un poblat medieval al Pou del Merli                    |              | Preromànic IX, X                                    | Martorell                                                  | 41° 28′ 23″ N, 1° 53′ 57″ E / 41.47301°N,1.89912°E   | IPA-18586     | Carregueu una nova foto d'aquest monument |
| Barraca de vinya                                                            |              | Obra popular                                        | Martorell Serra de les Torretes                            | 41° 28′ 05″ N, 1° 55′ 30″ E / 41.46801°N,1.92492°E   | IPA-18587     | Carregueu una nova foto d'aquest monument |
| Torre de Santa Llúcia, Torre Bassols                                        | BCIL 1992    | Gòtic tardà, obra popular XVI                       | Martorell Av. J. de Barnola i Bassols, Polígon de la Torre | 41° 28′ 58″ N, 1° 55′ 37″ E / 41.482705°N,1.926976°E | IPA-18588     | Torre de Santa Llúcia (Martorell) · Vegeu més fotos d'aquest monument · Carregueu una nova foto d'aquest monument                                 |
| Col·legi de la Mercè                                                        |              | Eclecticisme XIX                                    | Martorell C. Mur, 36                                       | 41° 28′ 25″ N, 1° 55′ 47″ E / 41.473709°N,1.929857°E | IPA-18590     | Col·legi de la Mercè (Martorell) · Vegeu més fotos d'aquest monument · Carregueu una nova foto d'aquest monument                                  |
| La Industrial del Gelat                                                     |              | Modernisme                                          | Martorell C. Pedró, 4 (enderrocat)                         | 41° 28′ 40″ N, 1° 55′ 31″ E / 41.477750°N,1.925375°E | IPA-18591     | La Industrial del Gelat (Martorell) · Vegeu més fotos d'aquest monument · Carregueu una nova foto d'aquest monument                               |
| Habitatge al carrer Francesc Santacana, 8                                   |              | Modernisme XIX-XX                                   | Martorell C. Francisco Santacana, 8                        | 41° 28′ 27″ N, 1° 55′ 39″ E / 41.474136°N,1.927581°E | IPA-18592     | Habitatge al carrer Francesc Santacana, 8 (Martorell) · Vegeu més fotos d'aquest monument · Carregueu una nova foto d'aquest monument             |
| Farmàcia Bujons                                                             | BCIL 2005    | Neoclassicisme-romàntic XIX                         | Martorell Pl. de la Vila, 41 - c. Revall, 59               | 41° 28′ 29″ N, 1° 55′ 52″ E / 41.474632°N,1.931176°E | IPA-18593     | Farmàcia Bujons (Martorell) · Vegeu més fotos d'aquest monument · Carregueu una nova foto d'aquest monument                                       |
| Edifici al carrer Pere Puig, 5                                              |              | Eclecticisme XIX Final                              | Martorell C. Pere Puig, 5                                  | 41° 28′ 29″ N, 1° 56′ 02″ E / 41.474720°N,1.933765°E | IPA-18595     | Edifici al carrer Pere Puig, 5 (Martorell) · Vegeu més fotos d'aquest monument · Carregueu una nova foto d'aquest monument                        |
| Habitatge al carrer Pere Puig, 44                                           |              | Neoclassicisme-romàntic XIX Final                   | Martorell C. Pere Puig, 44                                 | 41° 28′ 29″ N, 1° 56′ 06″ E / 41.474733°N,1.934929°E | IPA-18596     | Habitatge al carrer Pere Puig, 44 (Martorell) · Vegeu més fotos d'aquest monument · Carregueu una nova foto d'aquest monument                     |
| Edifici al carrer del Mur, 40                                               |              | Eclecticisme XIX                                    | Martorell C. del Mur, 40                                   | 41° 28′ 25″ N, 1° 55′ 48″ E / 41.473727°N,1.930079°E | IPA-18597     | Edifici al carrer del Mur, 40 (Martorell) · Vegeu més fotos d'aquest monument · Carregueu una nova foto d'aquest monument                         |
| Edifici al carrer Anselm Clavé, 33                                          |              | Modernisme XX Inici                                 | Martorell C. Anselm Clavé, 33                              | 41° 28′ 29″ N, 1° 55′ 58″ E / 41.474624°N,1.93273°E  | IPA-18598     | Edifici al carrer Anselm Clavé, 33 (Martorell) · Vegeu més fotos d'aquest monument · Carregueu una nova foto d'aquest monument                    |
| Banc Central                                                                |              | Eclecticisme XIX Final                              | Martorell Pl. de la Vila, 45                               | 41° 28′ 29″ N, 1° 55′ 53″ E / 41.474668°N,1.931332°E | IPA-18599     | Banc Central (Martorell) · Vegeu més fotos d'aquest monument · Carregueu una nova foto d'aquest monument                                          |
| Casa al carrer Anselm Clavé, 30                                             |              | Eclecticisme XIX Final                              | Martorell C. Anselm Clavé, 30                              | 41° 28′ 29″ N, 1° 55′ 56″ E / 41.474668°N,1.932276°E | IPA-18601     | Casa al carrer Anselm Clavé, 30 (Martorell) · Vegeu més fotos d'aquest monument · Carregueu una nova foto d'aquest monument                       |
| Edifici al carrer Sant Josep, 27                                            |              | Eclecticisme                                        | Martorell C. Sant Josep, 27                                | 41° 28′ 20″ N, 1° 55′ 37″ E / 41.472177°N,1.926892°E | IPA-18602     | Edifici al carrer Sant Josep, 27 (Martorell) · Vegeu més fotos d'aquest monument · Carregueu una nova foto d'aquest monument                      |
| Edifici al carrer Mur, 38                                                   |              | Obra popular XIX                                    | Martorell C. Mur, 38                                       | 41° 28′ 25″ N, 1° 55′ 48″ E / 41.473723°N,1.929965°E | IPA-18603     | Edifici al carrer Mur, 38 (Martorell) · Vegeu més fotos d'aquest monument · Carregueu una nova foto d'aquest monument                             |
| Edifici a la plaça de la Vila, 13                                           |              | Eclecticisme XIX Final                              | Martorell Pl. de la Vila, 13                               | 41° 28′ 28″ N, 1° 55′ 48″ E / 41.474406°N,1.930052°E | IPA-18604     | Edifici a la plaça de la Vila, 13 (Martorell) · Vegeu més fotos d'aquest monument · Carregueu una nova foto d'aquest monument                     |
| Edifici de La Caixa                                                         |              | Monumentalisme academicista XX                      | Martorell Pl. Portal Anoia                                 | 41° 28′ 25″ N, 1° 55′ 37″ E / 41.473734°N,1.927048°E | IPA-18605     | Edifici de La Caixa (Martorell) · Vegeu més fotos d'aquest monument · Carregueu una nova foto d'aquest monument                                   |
| Habitatge al carrer Lloselles, 2                                            |              | Modernisme XX Inici                                 | Martorell C. Lloselles, 2 (enderrocat)                     | 41° 28′ 26″ N, 1° 55′ 39″ E / 41.473813°N,1.927556°E | IPA-18607     | Carregueu una nova foto d'aquest monument |
| Fleca plaça de la Vila, 28                                                  |              | Eclecticisme XIX Inici                              | Martorell Pl. de la Vila, 28                               | 41° 28′ 28″ N, 1° 55′ 49″ E / 41.474336°N,1.930276°E | IPA-18608     | Fleca plaça de la Vila, 28 (Martorell) · Vegeu més fotos d'aquest monument · Carregueu una nova foto d'aquest monument                            |
| Habitatge al carrer Lloselles, 71                                           |              | Obra popular XIX Final                              | Martorell C. Lloselles, 71 (enderrocat)                    | 41° 28′ 27″ N, 1° 55′ 50″ E / 41.474102°N,1.930549°E | IPA-18610     | Habitatge al carrer Lloselles, 71 (Martorell) · Vegeu més fotos d'aquest monument · Carregueu una nova foto d'aquest monument                     |
| Edifici al carrer Pedró, 16-16A                                             |              | Modernisme XIX Final                                | Martorell C. Pedró, 16-16A                                 | 41° 28′ 38″ N, 1° 55′ 28″ E / 41.477140°N,1.924510°E | IPA-18611     | Edifici al carrer Pedró, 16-16A (Martorell) · Vegeu més fotos d'aquest monument · Carregueu una nova foto d'aquest monument                       |
| Edificis al carrer Montserrat, 18-36                                        | BCIL 1992    | Obra popular                                        | Martorell C. Montserrat, 18-36                             | 41° 28′ 37″ N, 1° 55′ 31″ E / 41.476999°N,1.925285°E | IPA-18612     | Edificis al carrer Montserrat, 18-36 (Martorell) · Vegeu més fotos d'aquest monument · Carregueu una nova foto d'aquest monument                  |
| Edifici al carrer Montserrat, 12                                            |              | Eclecticisme XIX Final, XX Inici                    | Martorell C. Montserrat, 12                                | 41° 28′ 36″ N, 1° 55′ 29″ E / 41.476748°N,1.924629°E | IPA-18613     | Edifici al carrer Montserrat, 12 (Martorell) · Vegeu més fotos d'aquest monument · Carregueu una nova foto d'aquest monument                      |
| Edifici al carrer Revall, 14, antiga Central elèctrica                      |              | Modernisme XIX Final                                | Martorell C. del Revall, 14                                | 41° 28′ 30″ N, 1° 55′ 56″ E / 41.475064°N,1.932274°E | IPA-18614     | Edifici al carrer Revall, 14 (Martorell) · Vegeu més fotos d'aquest monument · Carregueu una nova foto d'aquest monument                          |
| Edifici al carrer Mur, 120                                                  |              | Eclecticisme XIX Final                              | Martorell C. Mur, 120                                      | 41° 28′ 26″ N, 1° 56′ 00″ E / 41.473801°N,1.933292°E | IPA-18615     | Edifici al carrer Mur, 120 (Martorell) · Vegeu més fotos d'aquest monument · Carregueu una nova foto d'aquest monument                            |
| Habitatge al carrer Francesc Santacana, 16                                  |              | Obra popular XVIII                                  | Martorell C. Francesc Santacana, 16                        | 41° 28′ 27″ N, 1° 55′ 41″ E / 41.474182°N,1.928007°E | IPA-18616     | Habitatge al carrer Francesc Santacana, 16 (Martorell) · Vegeu més fotos d'aquest monument · Carregueu una nova foto d'aquest monument            |
| Creu dels Caputxins, creu de terme                                          |              | Obra popular XX Final                               | Martorell C. del Caputxins - av. Vicenç Ros                | 41° 28′ 23″ N, 1° 55′ 54″ E / 41.473122°N,1.931745°E | IPA-30849     | Creu dels Caputxins (Martorell) · Vegeu més fotos d'aquest monument · Carregueu una nova foto d'aquest monument                                   |
| Creu de la plaça de la Creu, creu de terme                                  |              | Eclecticisme XX                                     | Martorell Pl. de la Creu                                   | 41° 28′ 29″ N, 1° 56′ 09″ E / 41.474696°N,1.935856°E | IPA-30850     | Creu de la plaça de la Creu (Martorell) · Vegeu més fotos d'aquest monument · Carregueu una nova foto d'aquest monument                           |
| Ca l'Oller                                                                  | BCIL 2005    | XIX                                                 | Martorell C. Cambreta, 1-3 - c. Pere Puig, 4 - c. Dalt, 1  | 41° 28′ 28″ N, 1° 56′ 00″ E / 41.474323°N,1.933340°E | IPA-35078     | Ca l'Oller (Martorell) · Vegeu més fotos d'aquest monument · Carregueu una nova foto d'aquest monument                                            |
| Refugi antiaeri de la plaça de la Vila                                      | BCIL 2005    | XX                                                  | Martorell Pl. de la Vila                                   | 41° 28′ 28″ N, 1° 55′ 50″ E / 41.474396°N,1.930461°E | IPA-35080     | Carregueu una nova foto d'aquest monument |
| Casa Par                                                                    | BCIL 2005    |                                                     | Martorell C. Josep Anselm Clavé, 2                         | 41° 28′ 29″ N, 1° 55′ 53″ E / 41.474595°N,1.931504°E | IPA-35081     | Casa Par (Martorell) · Vegeu més fotos d'aquest monument · Carregueu una nova foto d'aquest monument                                              |
| Casa Teresa, Casa Verdú                                                     | BCIL 1992    | Noucentisme XX                                      | Martorell Av. Pau Claris, 11                               | 41° 28′ 28″ N, 1° 55′ 23″ E / 41.474509°N,1.923043°E | IPA-36217     | Casa Teresa (Martorell) · Vegeu més fotos d'aquest monument · Carregueu una nova foto d'aquest monument                                           |
| Molí fariner del riu Anoia                                                  | BCIL 2005    |                                                     | Martorell                                                  | 41° 28′ 16″ N, 1° 55′ 10″ E / 41.470974°N,1.919324°E | IPA-40754     | Molí fariner del riu Anoia (Martorell) · Vegeu més fotos d'aquest monument · Carregueu una nova foto d'aquest monument                            |
| Edifici El Progrés, antic Cafè El Progrés                                   | BCIL 1992    | Noucentisme Josep Ros i Ros XX (1928-1931)          | Martorell C. de Mur, 64                                    | 41° 28′ 26″ N, 1° 55′ 52″ E / 41.473755°N,1.931048°E | IPA-43049     | Edifici El Progrés (Martorell) · Vegeu més fotos d'aquest monument · Carregueu una nova foto d'aquest monument                                    |
| Col·legi Els Convents                                                       | BCIL 2005    | Josep Lluís Sert XX                                 | Martorell Av. Vicenç Ros, 2                                | 41° 28′ 23″ N, 1° 55′ 52″ E / 41.472947°N,1.931213°E | IPA-43051     | Col·legi Els Convents (Martorell) · Vegeu més fotos d'aquest monument · Carregueu una nova foto d'aquest monument                                 |
| Antiga Escola Montserrat, centre d'educació secundària                      | BCIL 2005    | Darreres tendències Josep Lluís Sert XX (1935-1936) | Martorell Pl. Maria Canela                                 | 41° 28′ 38″ N, 1° 55′ 25″ E / 41.477121°N,1.923546°E | IPA-43052     | Antiga Escola Montserrat (Martorell) · Vegeu més fotos d'aquest monument · Carregueu una nova foto d'aquest monument                              |
| Mina de Roques Tortes                                                       |              | Obra popular                                        | Martorell Pista al paratge de Roques Tortes                |                                                      | IPA-46029     | Carregueu una nova foto d'aquest monument |
| Habitatge al carrer Mur, 34                                                 | BCIL 1992    | Noucentisme XIX-XX                                  | Martorell C. Mur, 34                                       | 41° 28′ 25″ N, 1° 55′ 46″ E / 41.47364°N,1.92955°E   | IPA-49260     | Habitatge al carrer Mur, 34 (Martorell) · Vegeu més fotos d'aquest monument · Carregueu una nova foto d'aquest monument                           |
| Torre de les Hores, Fundació Francesc Pujols                                | BCIL 1992    | Neoclassicisme XIX                                  | Martorell C. Mur, 63                                       | 41° 28′ 27″ N, 1° 55′ 53″ E / 41.47410°N,1.93149°E   | IPA-49261     | Torre de les Hores (Martorell) · Vegeu més fotos d'aquest monument · Carregueu una nova foto d'aquest monument                                    |
| Habitatge al carrer Pere Puig, 80, Casa Pelegrí, Casa Carol                 | BCIL 1992    | Obra popular XVIII                                  | Martorell C. Pere Puig, 80                                 | 41° 28′ 28″ N, 1° 56′ 10″ E / 41.47446°N,1.93601°E   | IPA-49262     | Habitatge al carrer Pere Puig, 80 (Martorell) · Vegeu més fotos d'aquest monument · Carregueu una nova foto d'aquest monument                     |
| Torre Ros, Torre Betlla                                                     | BCIL 1992    | Modernisme XX                                       | Martorell C. de la Muntanya, 6-8                           | 41° 28′ 20″ N, 1° 55′ 39″ E / 41.472232°N,1.927572°E | IPA-49264     | Torre Ros (Martorell) · Vegeu més fotos d'aquest monument · Carregueu una nova foto d'aquest monument                                             |
| Torre d'en Malla                                                            | BCIL 1992    | Neoclassicisme XIX                                  | Martorell C. del Mur, 130                                  | 41° 28′ 24″ N, 1° 56′ 07″ E / 41.473455°N,1.935278°E | IPA-49265     | Torre d'en Malla (Martorell) · Vegeu més fotos d'aquest monument · Carregueu una nova foto d'aquest monument                                      |